# Neocallichirus cacahuate
Neocallichirus cacahuate is een tienpotigensoort uit de familie van de Callianassidae. De wetenschappelijke naam van de soort is voor het eerst geldig gepubliceerd in 1995 door Felder & Manning.